# ガラボガス
ガラボガス（発音 [ʁɑɾɑboˈʁɑð]）は、トルクメニスタン、バルカン州のトルクメンバシ県に属し、カスピ海の海岸に位置する都市である。人口は7,877人（2022年国勢調査）。ソビエト連邦時代の人口は6,895人（1989年国勢調査）。
2002年まで、自治体は町の地位にあり、「ベクダシ」[bekˈdɑʃ]と呼ばれていた。

## 語源
都市の名は近くのカラボガスゴル湾からとられている。アタニヤゾフはこの名はもともと湾とカスピ海を結ぶ狭い海峡に付けられたものとしている。 海峡の水は、「のど」(トルクメン語: bogaz)と呼ばれ、両側の水よりも暗く、それは「暗い」または「黒」 (トルクメン語: gara)と呼ばれ、したがって「ガラボガス」と呼ばれる。時がたつにつれこの名は湾自体に適用されるものとなり、最終的には都市にも適用された。もともとの名、ベクダシ(トルクメン語: Bekdaş)は近くの小さな丘からとられており、そこにはテレビアンテナが備え付けられている。「ベク」の語源はあいまいであり、「ダシ」は「石、岩」を意味し、アタニヤゾフはこの地域で見つかった小石を指すとしている。

## 概要
都市は狭い砂州になる前の半島の背の北側の細くなるところを占めている。これらがともにカラボガスゴル湾をカスピ海から隔てており、町の南には小さな入り江がある。ガラボガスには高い塩分濃度のラグーンからの豊富で多様なミネラル資源がある。ガラボガスは自然に堆積した硫酸ナトリウムが商用利用可能な量で存在する世界でも数少ない場所のひとつである。

## 経済
ガラボガスはトルクメニスタンの三か所の尿素（カルバミド）工場のある場所のひとつである。三菱重工とギャップ・インシャート社（チャリク・ホールディングの子会社である）によって13億ドルで建設されたガラボガス工場は、2018年9月18日に始動し、年間で116万ｔの尿素の設計能力を備える。2019年1月から10月の間で、ガラボガス工場は約392,000ｔの尿素を生産し、261,000ｔが輸出された。ガラボガス工場はカスピ海経由で尿素を輸送する船積みのターミナルも運営している。 
ソビエト連邦時代にさかのぼるミネラル塩抽出工場はガラボガス市の北東15kmに位置する。工場は1963年から1973年までの10年間にわたって建設され、硫酸ナトリウムだけでなく瀉利塩や芒硝も生産している。工場には年間400,000ｔの硫酸ナトリウム生産能力があると報告されているが、1998年には推定で55,000ｔ、そして2018 年には26,000ｔが生産された.。

## 輸送
ガラボガスはトルクメンバシ市とカザフスタン国境のテミル・ババを結ぶP-18ハイウェイ上に位置する。ガラボガズから国境の間のハイウェイの区間はほぼ未舗装であるため、報道によれば、この道は改修が検討されている。ガラボガスには貨物鉄道が通過している。定期旅客便のないガラボガスの小さな市営空港を改修する計画が2018年に発表された。
ガラボガスはまた、カザフスタン国境からトルクメンバシの間で唯一ガソリンスタンドがある。

## 流刑地
ガラボガスはトルクメン法で監視された流刑地としても使用される。グルゲルディ・アンナニヤゾフは2019年以来ガラボガスで拘束されているうちの一人である。

## 歴史
1932年以前、ガラボガスの町は現在のカザフスタンだった。